# Гуляев, Дмитрий Алексеевич
Дми́трий Алексеевич Гуля́ев (1917—1943) — советский снайпер, участник Великой Отечественной войны, красноармеец. Уничтожил более 200 солдат и офицеров противника. Был награждён орденом Красного Знамени и медалью «За боевые заслуги».

## Биография
Дмитрий Гуляев родился в 1917 году в Модутском наслеге Вилюйского улуса Якутской области. Рано потеряв отца и мать, он вместе с братом воспитывался у родственников. В 1935 году вступил в колхоз.
В сентябре 1941 года Гуляев был призван в Красную армию Вилюйским РВК, направлен на фронт Великой Отечественной войны в январе 1942 года. Служил в составе 1289-го и 1106-го стрелковых полков. В ходе сражений показал навыки отличного снайпера, о чём было отмечено во фронтовой газете «Красноармейская правда» от 31 марта 1942 года:
…Каждый день ходил теперь Гуляев на охоту. То он спрячется за деревом на опушке леса и, выследив, когда немецкий солдат выходит из блиндажа, бьёт его одним ударом. То он ползёт по снежному полю, невидимый в своём белом маскировочном халате. Притаившись между сугробами, наблюдает, что делается в деревне, занятой врагом. Горе тому немцу, которого заметит Гуляев. Один-единственный выстрел — и фашист с пробитой головой валится наземь (по охотничьей привычке Дмитрий целится только в голову). За несколько дней снайпер уничтожил 15 немцев.
Согласно наградному документу, подписанному Генералом армии Кириллом Мерецковым, в период с марта по май 1942 года Гуляевым было уничтожено 73 гитлеровца в Вологодской области. Всего же до конца декабря 1942 года Гуляев уничтожил из СВТ-40 102 солдата и офицеров противника.
В мае 1942 года представлялся к званию Героя Советского Союза. Подготовил 22 снайпера.
Погиб 10 сентября 1943 года в ходе боёв под деревней Петрово Ярцевского района Смоленской области. Похоронен в братской могиле в деревне Петрово Ярцевского района.

## Награды
- Орден Красного Знамени (15.06.1942)[7]
- Медаль «За боевые заслуги» (22.05.1942)[3]

## Память
- Имя Дмитрия Гуляева в 2005 году присвоено Кыргыдайской средней школе Вилюйского улуса.
- Почётный гражданин Вилюйского улуса.[8]